# Cave Landing
Cave Landing ist eine Eisformation an der Küste der Ardery-Insel im Archipel der ostantarktischen Windmill-Inseln. Sie liegt unweit der Schucht Cave Ravine und bietet im antarktischen Frühling und Sommer eine zugängliche Anlegestelle.
Ihr Entdecker im Jahr 1961 war der australische Arzt Mervyn Noel Orton (1920–1983), der zu jener Zeit auf der Wilkes-Station tätig war. Das Antarctic Names Committee of Australia benannte die Gletscherzunge in Anlehnung an die deskriptive Benennung der Cave Ravine.